# Apeadero de Font del Barranc
Font del Barranc es un apeadero de la línea 2 de Metrovalencia ubicado en Paterna.

## Historia
Fue inaugurado el 24 de diciembre de 2024, coincidiendo con la reapertura de la línea 2 de Metrovalencia, cerrada temporalmente por obras de duplicación de vía.

## Características

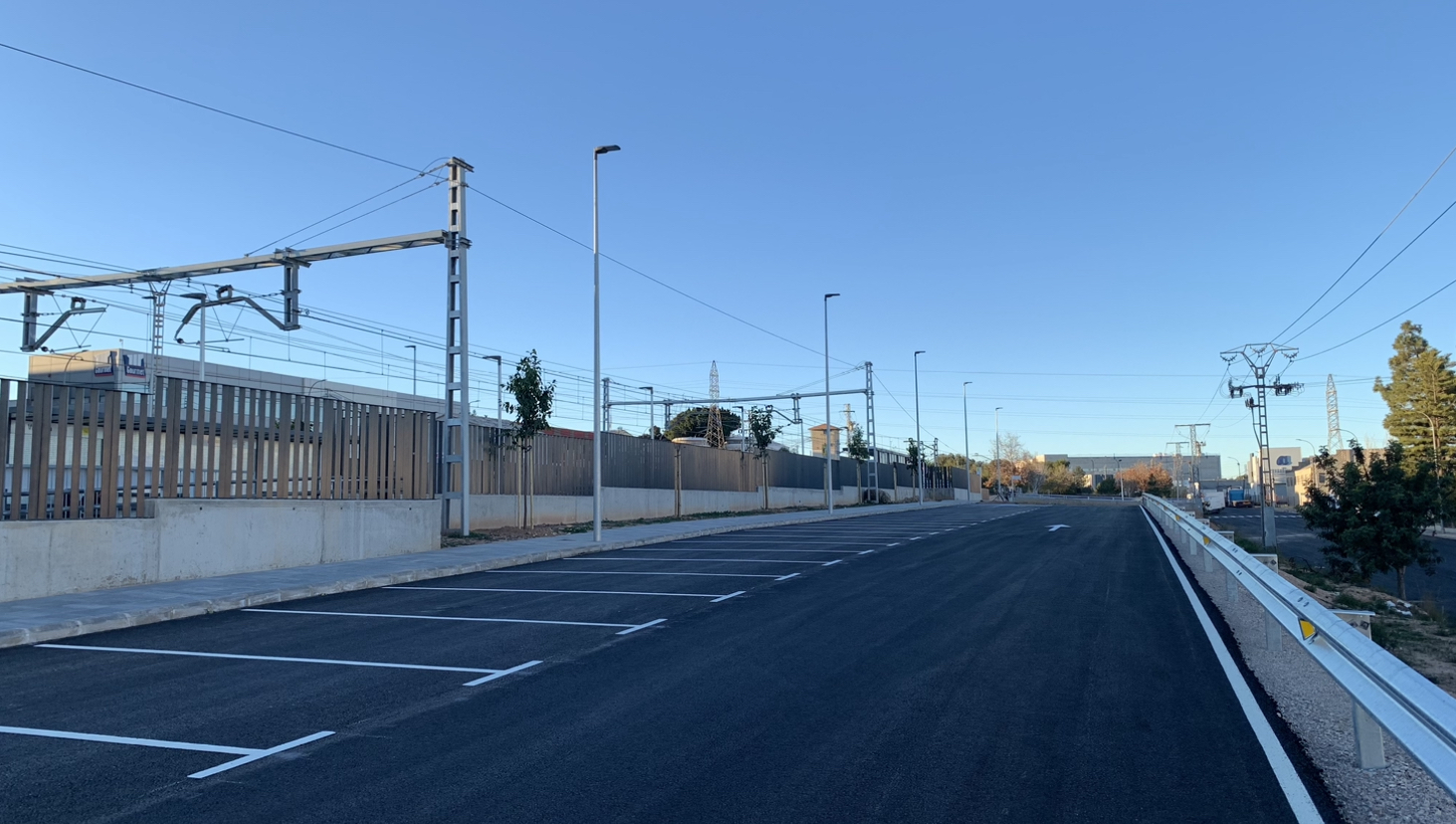
Vista exterior del apeadero

La estación se encuentra en la superficie, con dos andenes y dos vías que facilitan la movilidad de los usuarios. Está diseñada con un enfoque en la accesibilidad, asegurando que las personas con discapacidades físicas, visuales y auditivas puedan utilizar las instalaciones sin obstáculos.
Dispone de dos aparcamientos disuasorios a ambos lados de la estación, de los cuales uno de ellos es plenamente accesible. La estación no cuenta con máquinas de venta de billetes ni venta de billetes presencialmente, pero si dispone de equipos de validación.